# Тримайтеся, діти!
«Тримайтеся, діти!» (Атаяльська мова: Lokah Laqi; кит.: 只要我長大) — тайванський драматичний фільм, знятий Лагою Мібоу. Прем'єра стрічки в Тайвані відбулась 18 березня 2016 року. Фільм розповідає про групу корінних сільських дітей, які виявляють, що їх учитель має фантастичний голос. Вони вирішують допомогти йому розпочати музичну кар'єру.
Фільм був висунутий Тайванем на премію «Оскар» за найкращий фільм іноземною мовою.

## У ролях
| Актор       | Роль        |
| ----------- | ----------- |
| Альбі Хуанг | Естер Хуанг |
| Буя Ватан   | Ю Чен       |
| Шерон Као   |             |
| Ватан Сілан | Чен Хао Лін |

## Визнання
| Нагороди та номінації фільму «Тримайтеся, діти!» | Нагороди та номінації фільму «Тримайтеся, діти!» | Нагороди та номінації фільму «Тримайтеся, діти!» | Нагороди та номінації фільму «Тримайтеся, діти!»       | Нагороди та номінації фільму «Тримайтеся, діти!» | Нагороди та номінації фільму «Тримайтеся, діти!» |
| Рік                                              | Кінопремія / Кінофестиваль                       | Категорія / Нагорода                             | Номінант                                               | Результат                                        |                                                  |
| ------------------------------------------------ | ------------------------------------------------ | ------------------------------------------------ | ------------------------------------------------------ | ------------------------------------------------ | ------------------------------------------------ |
| 2016                                             | Тайбейський кінофестиваль                        | Найкращий фільм                                  | «Тримайтеся, діти!»                                    | Перемога                                         |                                                  |
| 2016                                             | Тайбейський кінофестиваль                        | Найкращий режисер                                | Лага Мібоу                                             | Перемога                                         |                                                  |
| 2016                                             | Тайбейський кінофестиваль                        | Найкращий монтаж                                 | Кендзі Чен                                             | Перемога                                         |                                                  |
| 2016                                             | Тайбейський кінофестиваль                        | Найкращі нові таланти                            | Альбі Хуанг, Буя Ватан, Шерон Као, Ватан Сілан та інші | Перемога                                         |                                                  |
| 2016                                             | Тайбейський кінофестиваль                        | Гран-прі                                         | «Тримайтеся, діти!»                                    | Перемога                                         |                                                  |
| 2016                                             | Тайбейський кінофестиваль                        | Гран-прі за найкращий новий талант               | Лага Мібоу                                             | Номінація                                        |                                                  |